# 樹影
『樹影』（じゅえい）は、クレイジーケンバンド20作目のオリジナル・アルバム。2022年8月3日にユニバーサルシグマから発売された。

## 解説
デビュー25周年を迎えたクレイジーケンバンドの新作は『NOW』以来の2年ぶりのオリジナル・アルバム。
DVD付初回限定盤、通常盤の2形態で発売。
初回限定盤のDVDには前作のカバー・アルバム『好きなんだよ』発売記念ツアー『CRAZY KEN BAND TOUR*好きなんだよ 2021-2022』から、2021年11月23日に開催された中野サンプラザ公演を収録。
シングルカットはされていないが、「ドバイ」「The Roots」の2曲はミュージック・ビデオが制作されている。
本作発売記念ツアー「CRAZY KEN BAND TOUR 樹影 2022-2023」が、2022年9月から2023年3月にかけて全国18か所で開催予定。
初回限定盤+本作のディスクジャケット画像をプリントしたTシャツをセットにした、ユニバーサルミュージックストア限定取扱盤も発売された。

## 収録曲
全作詞・作曲：CK（特記以外）
作詞・作曲：小野瀬雅生（15）
作詞：CK,Ayesha（4）
作曲：CK,Park（4,10,11）
編曲：CK,Nossan,Park（1,3,6,7,10,13,16,17,18）/CK,Wakaba,Park（2）/Park（4）CK,Nossan,Wakaba,Park（5,9,11,12）/CK,Park（8,14）/Nossan,Park（15）

### CD
1. Almond[3:30]
2. ドバイ[3:51]
3. 夕だち[3:10]
4. 強羅[3:20]
5. 莎拉 -Sarah-[3:03]
6. ウェイホユ?[3:23]
7. Orange Cinnamon Sunset[4:00]
8. 樹影 -eye catch-[0:23]
9. The Roots[4:04]
10. ヨルノウロコ[3:27]
11. Honmoku Funk[5:18]
12. スカジャン・ブルース[4:03]
13. おじさん[4:39]
14. 第二樹影 -eye catch-[0:23]
15. コウタイ[5:29]
16. ワイキキの夜[1:33]
17. こわもて[3:56]
18. Almond Jelly＊杏仁豆腐 -Dessert-[0:27]

### DVD
1. モンロー・ウォーク
2. ルビーの指環
3. プラスティック・ラブ
4. DOWN TOWN
5. あぶく
6. ENGINE
7. BIBIMBOP
8. タイガー&ドラゴン
9. 横須賀ストーリー
10. 難破船
11. あるレーサーの死
12. 時間よ止まれ
13. あまい囁き
14. 雨に泣いてる
15. 接吻 -kiss-
16. 香港グランプリ
17. スカイレストラン
18. 円盤 -Flying Saucer-
19. あ、やるときゃやらなきゃダメなのよ。
20. ガールフレンド

## タイアップ
- 映画『BAD CITY』主題歌（#17）